# 沃金足球俱乐部
和景足球會（英語：Woking Football Club）是位於英格蘭東南部薩里郡沃金的足球俱乐部，成立於1889年，以京菲路體育場作為主場，現時在英格蘭足球聯賽系統第五級的英格蘭足球議會全國聯賽參賽。
胡京曾贏得三次英格蘭足總錦標，被球迷暱稱為「Cards」或「Cardinals」。

## 歷史
早年
胡京於1889年成立，並於1895年加入西薩里聯賽（West Surrey League），參賽首季即以1分之微奪得冠軍。
依斯米安聯賽歲月
1911年胡京加入依斯米安聯賽，維持在該聯賽的頂級組別長達72年，於1956/57年球季緊隨之後獲得亞軍榮銜。翌年球隊更進一步，在溫布萊球場高達71,000觀眾面前以3-0擊敗伊尔福德（Ilford）贏得英格蘭足總業餘盃，亦是最後一場電視直播的足總業餘盃決賽。
胡京其後漸走下坡，於1983年首次從頂級的依斯米安超聯組降班到依斯米安甲組聯賽，更於1985年再降一級到依斯米安乙組南區聯賽。翌季胡京僅差一步而未能即時回升，但球隊於1986/87年取得冠軍錦標和升班資格。於甲組取得兩次季軍後，胡京在1989/90年終於回升頂級的超聯組。
足總盃之路
翌季胡京成為英格蘭足總盃巨人殺手的一員。於外圍賽第四圈起步，苜先以1-0擊退巴斯（Bath City）；第一圈經過兩次重賽才淘汰京達米士特；第二圈則輕鬆以5-1大勝莫瑟泰菲爾（Merthyr Tydfil）；於淘汰三支議會聯賽球隊後，胡京於第三圈碰上真正考驗，作客對，雖然先失一球，憑著蒂姆·布萨格洛（Tim Buzaglo）大演帽子戲法而反勝4-2；第四圈抽籤對上，原本由胡京主場出戰，其後移到對方主場葛迪遜公園球場作賽以容納更多觀眾，上半場0-0賽和，最終愛華頓憑奇雲·薛地（Kevin Sheedy）一箭定江山，結束胡京進陣足總盃之路。
晉升議會聯賽
胡京於1991/92年球季取得升班議會聯賽的資格，球隊早於四月初聯賽剩餘7輪已確定升班資格，比次席的恩菲爾德（Enfield）多出18分。升班首季胡京取得第8位的成績。
三奪足總錦標
胡京於1990年代三次贏得英格蘭足總錦標。首次於1994年在舊溫布萊球場以2-1擊敗朗科恩（Runcorn）奪標；十二個月後經過加時後以2-1殺退京達米士特蟬聯冠軍，是繼史卡保羅夫（Scarborough）後首支成功衛冕的球隊；胡京於1997年重返溫布萊球場，再次經歷加時後以1-0僅勝，第三次高舉足總錦標獎盃。2006年胡京再次晉級足總錦標決賽，但在烏普頓公園球場以0-2負於衛冕冠軍格雷斯而屈居亞席。
從高峰滑落
胡京在議會聯賽連續五年取得頭五位的成績，包括於1994/95年和1995/96年兩季獲得亞軍。胡京在足總盃繼續交出好成績，連續兩年作客淘汰；1996年的賽事，胡京首先在第一圈經過重賽淘汰甲組（III）前列份子；次圈作客擊敗在丙組（IV）力爭升班的劍橋聯；第三圈碰上英超的，作客憑史提夫·湯臣（Steve Thompson）完場前建功1-1迫和對手，但重賽主場以1-2落敗出局。
1997年夏季於胡京三奪足總錦標後，帶領球隊超過十年的杰夫·查普尔（Geoff Chapple）聯同教練科林·利皮亚特（Colin Lippiatt）轉投金斯顿尼恩（Kingstonian），球隊成績開始下滑。接任的無論是约翰·麦高文（John McGovern）或是白賴仁·麥達莫，只能領導球隊取得中游的成績。科林·利皮亚特和杰夫·查普尔先後回巢執教亦沒法改善。隨著球隊場內的成續低迷，場外球隊的財政亦陷入危機，幸好獲得本地商人兼忠心球迷克里斯·英格拉姆（Chris Ingram）拯救才免於被財務接管或清盤。
回降議會南聯賽
在格伦·科克里尔（Glenn Cockerill）任教的五年內，胡京渡過一段相對平穩的時期。科克里尔於2006/07年季末被辭退後，繼任的法蘭·格雷（Frank Gray）成績亦不過爾爾。2008/09年球季是胡京災難開始的一季，金·格兰特（Kim Grant）、菲尔·吉尔克里斯特（Phil Gilchrist）和格雷厄姆·贝克（Graham Baker）三位領隊先後上任，結果是球隊以二十一位的成績結束球季，結束長達17年非聯賽頂級生涯，降班到議會南部聯賽。隨著東主克里斯·英格拉姆宣佈撤銷全面財務支持後，同年夏季一個球迷基金組成繼續營運球會。
降班首季胡京取得第五位參加升班附加賽，準決賽兩回合累計2-1淘汰多佛竞技，但在決賽0-1不敵巴斯（Bath City）無緣即時回升全國聯。2010年夏季，克里斯·英格拉姆再次出手拯救虧損達到20萬英鎊的胡京，並出任執行主席。
格雷厄姆·贝克於2010/11年球季中因與董事會意見不合而離任，加里·希尔（Garry Hill）走馬上任，帶領球隊再次以第五位結束球季，但於附加賽準決賽兩回合累計1-2負於法保魯治（Farnborough）提早出局。
2011/12年球季海耶斯（Hayes and Yeading）與胡京共用京菲路體育場（Kingfield Stadium），並會提供一筆固定收入予球會。2012年4月14日，胡京以1-0擊敗梅登黑德联（Maidenhead United）後確保來季升班返回英格蘭足球議會全國聯賽，射入十二碼奠勝的朱塞佩·索勒（Guiseppe Sole）更打破球會紀錄連續九場比賽取得入球。最終胡京取得97分結束球季，比次席的达特福德多9分而贏得冠軍錦標。

## 敵對球隊
多年來胡京看主要敵對球隊是同處薩里郡的莱瑟黑德（Leatherhead），但近年來球隊與和艾迪索特對賽的吸引力較平均入場人數為高。而最近胡京亦與法保魯治（Farnborough）和建立敵對關係。

## 榮譽
- 英格蘭足總錦標
  - 冠軍：1994年、1995年、1997年；
  - 亞軍：2005/06年；
- 英格蘭足總業餘盃（FA Amateur Cup）
  - 冠軍：1958年；
- 英格蘭足球議會聯賽
  - 亞軍：1994/95年、1995/96年；
- 英格蘭足球議會南部聯賽
  - 冠軍：2011/12年；
- 英格蘭足球依斯米安聯賽
  - 冠軍：1991/92年；
  - 亞軍：1956/57年；
- 依斯米安聯賽盃（Isthmian League Cup）
  - 冠軍：1991年；
- 依斯米安慈善盾（Isthmian Charity Shield）
  - 冠軍：1992年、1993年；
- 薩里高級盃（Surrey Senior Cup）[16]
  - 冠軍：1912/13年、1926/27年、1955/56年、1956/57年、1971/72年、1990/91年、1993/94年、1995/96年、1999/00年、2003/04年、2011/12年、2013/14年；
  - 亞軍：1897/98年、1907/08年、1909/10年、1910/11年、1927/28年、1934/35年、1945/46年、1958/59年、1970/71年、1977/78年、1980/81年、1986/87年、1988/89年、1997/98年、2001/02年、2008/09年；
- 英格蘭足球議會聯賽盃
  - 冠軍：2005年；
  - 亞軍：1998年；
- 沃克斯豪尔锦标赛盾（Vauxhall Championship Shield）
  - 冠軍：1995年；
  - 亞軍：1996年；
- 特雷弗·琼斯纪念锦标（Trevor Jones Memorial Trophy）
  - 冠軍：2011年；
  - 亞軍：2009年；
- 倫敦高級盃（London Senior Cup）[17]
  - 亞軍：1983年；
- 薩里高級慈善盾（Surrey Senior Charity Shield）[18]
  - 亞軍：1932/33年；

## 外部連結
一般
- Official Website （页面存档备份，存于）
- Club Photo Gallery

視頻
- Woking 0 Everton 1, FA Cup 4th Round, January 27th 1991. （页面存档备份，存于）
- Woking FC V Runcorn, 93 / 94 FA Trophy Final （页面存档备份，存于）
- Woking FC V Kidderminster Harriers, 94 / 95 FA Trophy Final